# 유리상자
유리상자(琉璃箱子, Yurisangja/Glass Box)는 1996년에 결성한 대한민국 2인조 음악 그룹이다.

## 구성원
- 박승화(朴勝華, 1969년 3월 11일 ~ ) - 기타, 하모니카, 피아노, 보컬
- 이세준(李世俊, 1972년 7월 6일 ~ ) - 보컬, 기타, 키보드

## 발매 음반

### 정규 앨범
- 정규 1집 - 순애보 (1997년, 도레미)
- 정규 2집 - 유리상자의 사랑찾기 (1998년, 도레미)
- 정규 3집 - Be Happy... (1999년, 도레미)
- 정규 4집 - Home (2000년, 도레미)
- 정규 5집 - 시나브로 (2001년, 서울음반)
- 정규 6집 - Favorite (2002년, 서울음반)
- 정규 7집 - 가족 (2003년, TIME MUSIC)
- 정규 8집-  다시 처음으로 (2004년, BMG)
- 정규 9집 - A Few Good Men (2006년, Sony BMG)
- 정규 10집 - All That Yurisangja (2008년, Sony BMG)
- 정규 11집 - 유리상자 (2010년, 제이제이홀릭미디어)

### 기타 앨범
1. Live In Concert (2000년, 도레미)
2. 베스트 - 1997 ~ 2003 유리상자 베스트 앨범 (2003년, 서울음반)[1]
3. 동상이몽 (리메이크 앨범, 2005년, Sony BMG)
4. 크리스마스의 향기 (컴필레이션, 2007년, Sony BMG)
5. 전화 데이트 (싱글, 2009년)[2]
6. Hand made (싱글, 2009년)
7. 하늘에서 별을 따다 (싱글, 2010년)
8. 눈물샘 (싱글, 2010년)
9. 신랑에게 (싱글, 2011년, 제이제이홀릭미디어)
10. 유ㄹish.1 - 인형의 꿈 (디지털 싱글, 2011년, 제이제이홀릭미디어)[3]
11. 유ㄹish.1 - 사랑했던 날 (디지털 싱글, 2011년, 제이제이홀릭미디어)
12. 유ㄹish.1 - 비오는 거리 (디지털 싱글, 2011년, 제이제이홀릭미디어)

## 출연 작품
- Mnet 《비틀즈 코드》[4]